# Élisabeth de Pilica
Élisabeth de Pilica (en polonais : Elżbieta z Pileckich Granowska), née en 1372 et morte le 12 mai 1420, est la fille d'Otton de Pilica (pl) et d'Edwige de Melsztyn (pl). Par son mariage avec Ladislas II Jagellon, elle est reine de Pologne et grande-duchesse de Lituanie.

## Biographie
Élisabeth est l'unique enfant de Otton de Pilica (pl), voïvode de Sandomierz, et Edwige de Melsztyn (pl), marraine du roi Ladislas II Jagellon. L'oncle d'Élisabeth, Spytek de Melsztyn (en), est une figure influente à la cour de Ladislas. Quand son père décède en 1384 ou 1385, Élisabeth hérite de ses vastes domaines, qui comprennent Pilica et Łańcut.
Le récit de sa vie dramatique, décrit par Jan Długosz, n'est corroboré par aucune autre source et Dlugosz n'a pas fourni de date. Il est possible qu'il ait inventé afin de discréditer cette reine qui ne provenait pas d'une famille royale. Élisabeth aurait donc été enlevée par Wiseł Czambor de Moravie, désireux sans doute de l'épouser pour s'approprier ses richesses. Elle aurait ensuite été de nouveau enlevée par Jean (Jańczyk) de Jičina. Czambor parcourt l'est de Cracovie pour la retrouver, mais il est assassiné par Jan, qui reçoit de Ladsilas II Jagellon l'autorisation d'épouser Élisabeth. Il est difficile de savoir qui elle a réellement épousé : Czambor ou Jan ? Que ce soit l'un ou l'autre, elle en est rapidement veuve.
Vers 1397, Élisabeth épouse Vincent Granovsky, châtelain de Nakło, veuf et père d'au moins trois enfants. Ce mariage et censé favoriser la carrière de Granovsky, qui est envoyé en mission diplomatique auprès des chevaliers teutoniques par Venceslas IV de Bohême. En 1409, il est nommé staroste de Grande-Pologne et en 1410 commande son propre escadron dans la bataille de Grunwald. Il meurt subitement à la fin de 1410, vraisemblablement empoisonné. Il semble qu'Élisabeth ait eu avec lui deux fils et trois filles.
En mars 1416, décède la reine Anne de Celje, laissant le roi Ladislas II Jagellon avec sa fille Edwige. La noblesse polonaise l'encourage à se remarier. Vytautas, le grand-duc de Lituanie, propose un mariage avec sa petite-fille Maria Vasilievna, fille de Vassili Ier de Russie. Sigismond, empereur romain germanique, propose sa nièce Élisabeth, duchesse de Luxembourg. C'est donc la consternation quand Ladislas annonce sa décision d'épouser Élisabeth de Pilica, une veuve d'âge moyen ayant si peu de relations politiques et au passé scandaleux. L'évêque Stanislaw Ciolek l'appelle le cochon.
En janvier 1417, Ladislas accompagné d'Élisabeth parcourt la Lituanie et s'arrête à Liouboml pour rencontrer sa sœur qui accompagne sa future épouse. Après quelques jours, Ladislas quitte Liuboml après avoir comblé Élisabeth de somptueux cadeaux. En mars 1417, à son retour en Pologne, Ladislas s'arrête à Łańcut, le domaine d'Elizabeth. Il semble que la décision du mariage, peut-être imaginé par Alexandra, ait été prise à ce moment-là. Le mariage a lieu le 2 mai 1417 à Sanok, mais le couronnement est reporté jusqu'au 19 novembre en raison de la résistance de la noblesse polonaise, qui fait valoir que la vraie reine est la princesse Edwige Jagellon et que puisque que la mère de Ladislas était la marraine d'Élisabeth, Ladislas et elle sont déjà en quelque sorte un peu frère et sœur spirituels. Le roi finit par obtenir pour cela une dispense du concile de Constance.
En dépit de la désapprobation de la classe politique, il semble que le mariage ait été heureux. Élisabeth accompagne souvent son mari lors de ses déplacements, mais a peu d'influence politique. Au début de 1419, elle tombe malade, peut-être de la tuberculose, et éprouve désormais du mal à suivre son mari. Elle décède en mai 1420 et est inhumée dans la cathédrale du Wawel. En 1586, son corps est déplacé pour faire place à la dépouille d'Étienne Báthory. Le lieu de sa nouvelle sépulture est depuis oublié.

## Descendance
Il semble que de son mariage avec Vincent Granovsky, Élisabeth ait eu 5 enfants:
- Edwige, épouse de Jean de Leksandrowic
- Otto
- Élisabeth (pl), épouse de Bolko V le Hussite, duc d'Opole
- Jean (pl), châtelain de Cracovie
- Ofka, épouse de Jean (pl)

## Source
- (lt) Małgorzata  Duczmal (trad. Birutė Mikalonienė & Vyturys Jarutis), Jogailaičiai, Vilnius, Mokslo ir enciklopedijų leidybos centras, 2012 (ISBN 978-5-420-01703-6)